# Kkotjebi
Kotjebi, kotchebi, o ggotjebi (en alfabeto hangul: 꽃제비) es un nombre dado a los huérfanos norcoreanos que normalmente viven en la calle. La palabra literalmente indica ‘flor’ (꽃, kot) y ‘golondrina’ (제비, jebi) debido a la situación de buscar comida y espacio continuamente. Corea del Norte no lo aceptó oficialmente, prohíbiendo la mención en los libros estatales y publicaciones.

## Origen y puesto
Los huérfanos kotjebi aparecieron masivamente en la mitad de los 1990s debido a la extrema sequía del país y desmantelamiento de su sistema de distribución. Con el fin de estabilizar el desorden de los pueblos a lo largo de la nación, el gobierno norcoreano creó campos especiales para detención juvenil en 1995, normalmente en apartamentos arruinados. Debido a la pobre condición en los campos, los jóvenes morían por malnutrición.
Aunque muchos jóvenes pasaron a ser huérfanos por el desastre, otras pasaron a ser al perder a su familia en el proceso de exilio a China o por muerte de hambre.
Con el nuevo gobierno de Kim Jong-un, los números aparentemente disminuyeron en las calles debido a la política gubernamental de detenerlos forzadamente.

## Subsistencia
Kotjebis deben buscar alimentarios en grupos de limosna, mendicidad y carterista. Dicen que la gran parte de kotjebis pueden comer una vez diariamente.
En otros casos, los kotjebis se dejan ver por los comercios, en restaurantes o tiendas como trabajadores. Es que la autoridad no pone ningún puesto sobre los kotjebis, mientras que todas las tiendas tienen que pagar 10% de su ingreso a Inminban (인민반, la unidad popular).

## Publicación
Los repatriados que fueron kkotjebis han llegado a Corea del Sur, los Estados Unidos, publicando su experiencia. En 2015, Joseph Kim escribió su libro《Under the Same Sky》que es la primera publicación por un refugiado norcoreano estadounidense.